# Elecciones generales de Japón de 1990
Japón celebró las elecciones para la Cámara de Representantes, el 18 de febrero de 1990. Después de las elecciones de 1986, y especialmente desde mediados de 1988, el gobernante Partido Liberal Democrático (PLD) había sufrido una pérdida de prestigio como resultado de la agitación interna, varios escándalos que involucraron a altos funcionarios del partido y la introducción del impuesto al consumo en abril de 1989. 
Las encuestas de opinión publicadas en enero de 1990 dieron al gobierno de Toshiki Kaifu un índice de aprobación inferior al 40%, por otra parte el partido venía de una crisis de liderazgo al sucederse en el cargo de Primer Ministro y Presidente del partido 3 personas tras la renuncia de Yasuhiro Nakasone en 1987: Noboru Takeshita (1987-1989), Sōsuke Uno (1989) y Toshiki Kaifu (1989-1991). De hecho, en las elecciones de la Cámara de Consejeros en julio de 1989, el número de escaños obtenidos fue inferior al del Partido Socialista (PSJ). Sin embargo, a medida que la democratización de los países de Europa del Este progresaba en el otoño de 1989, siguió el colapso de la Unión Soviética, y el PLD logró establecer el tema de esta elección como selección de sistema. Apeló a la conciencia antisocialista y conservadora de las personas que disfrutaban de una economía favorable economía de burbuja.
Por otro lado, el Partido Socialista (PSJ) de Takako Doi pretendía obtener votos de los partidos gobernantes y los pequeños partidos de oposición en la Cámara y ganar el poder; tras obtener una contundente victoria en las elecciones a la Cámara de Consejeros el año anterior. Sin embargo, la fortaleza física base del partido se debilitó debido a la tendencia a la baja a lo largo de los años.
El día de las elecciones, el PLD tuvo un resultado sorprendentemente fuerte, conservando una cómoda mayoría en la Cámara, especialmente con los independientes de derecha. El Partido Socialista (PSJ), registró importantes avances para llegar a 136 escaños, pero varios de sus triunfos se produjeron a expensas de otros partidos de oposición más pequeños en lugar del PLD. Los observadores atribuyeron este resultado al deseo primordial del electorado de mantener la estabilidad política.

## Resultados
| Partido                   | Partido                        | Votos      | %      | Escaños | +/-   |
| ------------------------- | ------------------------------ | ---------- | ------ | ------- | ----- |
|                           | Partido Liberal Democrático    | 30,315,417 | 46.14  | 275     | -50   |
|                           | Partido Socialista de Japón    | 16,025,472 | 24.39  | 136     | +51   |
|                           | Komeitō                        | 5,242,675  | 7.98   | 45      | -11   |
|                           | Partido Comunista de Japón     | 5,226,987  | 7.96   | 16      | -10   |
|                           | Partido Socialista Democrático | 3,178,949  | 4.84   | 14      | -12   |
|                           | Unión Socialdemócrata (SDF)    | 566,957    | 0.86   | 4       | 0     |
|                           | Partido Progresista            | 281,793    | 0.43   | 1       | Nuevo |
|                           | Otros partidos                 | 58,536     | 0.09   | 0       | 0     |
|                           | Independientes                 | 4,807,524  | 7.32   | 21      | +12   |
|                           |                                |            |        |         |       |
| Votos válidos             | Votos válidos                  | 65,704,311 | 99.23  |         |       |
| Votos nulos/en blanco     | Votos nulos/en blanco          | 511,595    | 0.73   |         |       |
| Total                     | Total                          | 66,215,906 | 100.00 | 512     | 0     |
| Registrados/Participación | Registrados/Participación      | 90,322,908 | 73.31  | +1.91   | +1.91 |